# Phó Tổng thống Hàn Quốc

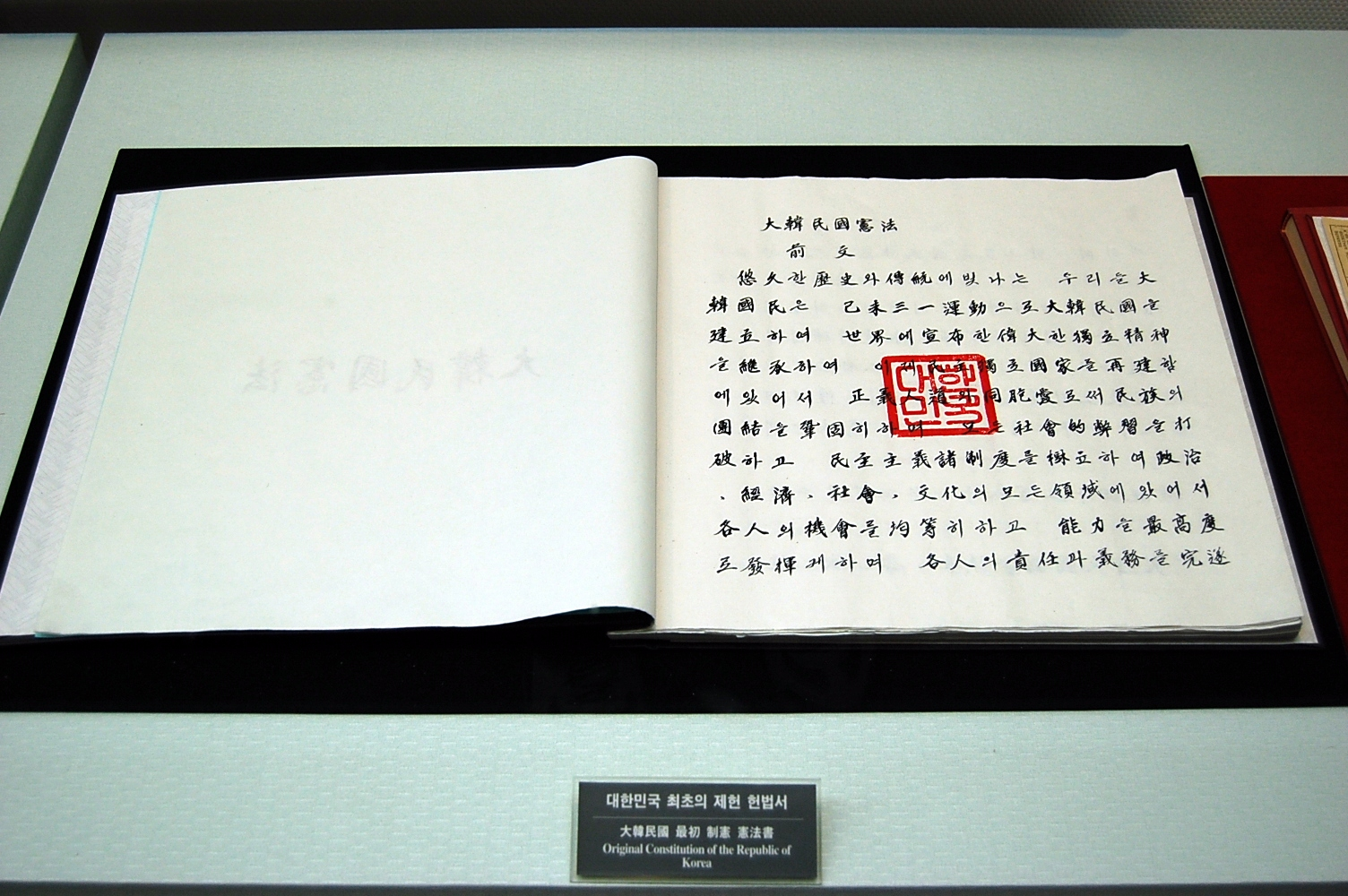
Bản Hiến pháp đầu tiên của Hàn Quốc

Phó Tổng thống Hàn Quốc(대한민국 부통령 大韓民國副統領) là người giữ một chức vụ công do Bản Hiến pháp đầu tiên của Hàn Quốc(1948 - 1960) tạo ra, xếp hạng 2 trong bảng xếp hạng các tổ chức chính phủ. Từ năm 1948 đến năm 1960, Phó Tổng thống là người đầu tiên trong thứ tự kế nhiệm lên làm tổng thống nếu như Tổng thống Hàn Quốc qua đời, từ chức hay bị bãi nhiệm.

## Danh sách Phó tổng thống Hàn Quốc

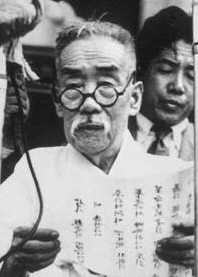
1. Lee Si-yeong Nhiệm kỳ 1 (tại nhiệm: 1948–1951)
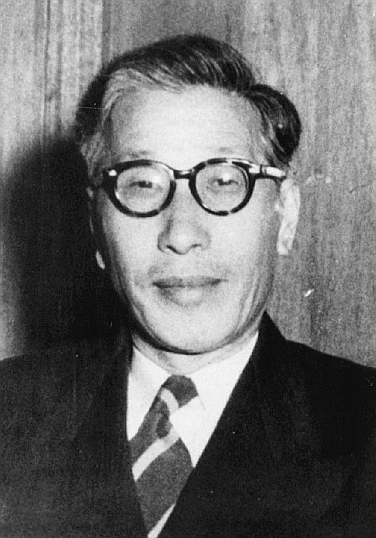
*. Heo Jeong (tạm quyền)
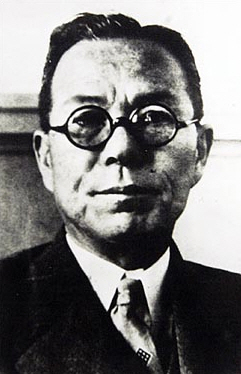
2. Kim Seong-su Nhiệm kỳ 2 (tại nhiệm: 1951–1952)
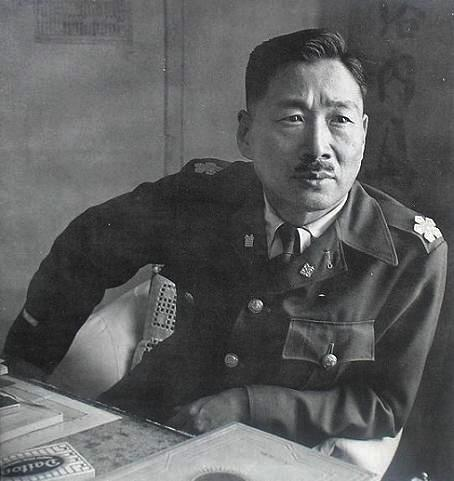
*. Jang Taek-sang (tạm quyền)
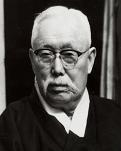
3.Ham Tae-yeong Nhiệm kỳ 3 (tại nhiệm: 1952–1956)
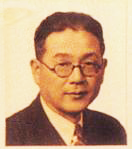
4. Chang Myon Nhiệm kỳ 4 (tại nhiệm: 1956–1960)